# Сестрорецкий 437-й пехотный полк
Сестрорецкий 437-й пехотный полк — пехотная воинская часть Русской императорской армии во время Первой мировой войны.

## История
Сформирован 6 (19) июня 1915 г. из 16-й Ярославской, 308-й Петроградской, 348-й Вологодской пеших дружин Государственного ополчения. Входил в состав 110-й пехотной дивизии, состоял из 3 батальонов.

## Командиры полка
- полковник Леонтьев, Сергей Михайлович (20.03.1916 — 15.06.1916)[1]
- полковник Функ, Виктор Алексеевич ((19.07.1916-06.02.1917))

## Известные личности, служившие в полку
- Король, Фёдор Петрович, командир роты, впоследствии советский военачальник, генерал-майор (1940)
- Перхорович, Франц Иосифович, полуротный командир, впоследствии советский военачальник, гвардии генерал-лейтенант, Герой Советского Союза (1945)